# インターアクトクラブ
インターアクトクラブ（Interact Club、IAC、IC）は、ロータリークラブにより提唱された、12歳から18歳までの青少年または高校生のための社会奉仕クラブである。日本においては、高等学校の福祉・ボランティア系のクラブ活動（部活動）・サークルとしておかれることが一般的であるが、高校に属さない「地域クラブ」として活動するクラブもある。
奉仕の精神と国際理解を青少年（新世代）に付与するため設立され、提唱クラブは、指導・助言・監督の責任をもっている。同様の趣旨で、18歳から30歳の若人のためのプログラムとして、ローターアクトクラブがある。両アクトは、ロータリー直営の青少年奉仕活動プログラムである。

## 目標
国際ロータリー(Rotary International)の承認のもと
1. 建設的な指導力を養成し、自己の完成を図る。
2. 他人へ対する思いやりと、他人の力になる心構えの奨励と実践。
3. 家庭と家族の重要性の認識と涵養。
4. 各自の責任を果たし、懸命に努力する。
5. 全ての有用な職業は社会に奉仕する機会であるとしてその品位と価値を自覚する。
6. 地域社会、国家及び世界の問題についての知識と理解を深める。
7. 国際理解と親善の推進。

等を行う。

## 設立
1962年、米国で最初のクラブが設立された。日本においては、1963年6月27日に結成された宮城県の仙台育英学園高等学校(提唱、仙台東RC)をもって嚆矢とする。日本第1号のこのクラブは、100余名の構成人員で当時、世界最多の会員数を擁していた。一日遅れて翌28日京都市立西京高等学校（当時：京都市立西京商業高等学校）で結成され、提唱は、京都西RCであった。ロータリーは従来奉仕の理想を成年、しかもある程度成功した社会人に浸透させるよう努力したが、しかしそれでは遅すぎるということから青少年にまで活動の範囲を広げた。日本では、IAC国内のクラブ設立数は、各高校等に545クラブ（2005年12月）である。

## 規模
会員222千人。 加盟国と地域118。 クラブ数7625（2005年12月）。インターアクトクラブがある国の数は159。インターアクター468556人（2019年9月）